# حبيل الطيار (المسيمير)

تعديل مصدري - تعديل

حبيل الطيار هي إحدى قرى عزلة المسيمير بمديرية المسيمير التابعة لمحافظة لحج، بلغ تعداد سكانها 91 نسمة حسب تعداد اليمن لعام 2004.